# Константин Петров
Константин Павлович Петров (рус. Константи́н Па́влович Петро́в; 1945—2009) је био руски генерал. Председник Президијума Централног савета Сверуске политичке партије „Курс истине и јединства“.

## Биографија
Рођен је у радничкој породици. Отац је радио у челичани, а мајка је била ткаља.
Године 1967. завршио је Серпуховску вишу командну и инжињеријску школу ракетних снага. Године 1976. дипломирао је на командном одсеку Академије ракетних снага Ф. Е. Џержинског. Служио је у војно-космичким снагама СССР-а и Руске Федерације. Обављао је функције начелника штаба 4. центра, начелника 4. центра космодрома Бајконур, заменика начелника Центра за контролу летења, заменика начелника Војнокосмичке академије им. А. Ф. Мозхаиски. Учествовао је у развоју и тестирању свемирског система Енергија-Буран.
Генерал Петров је објавио књигу Тајне управљања човечанством (Мртва вода: Тајна управљања човечанством или тајне глобализације) у два дела. Ово дело у Руској Федерацији проглашено је екстремистичким радом, издање из 2004. године је било и забрањено.
Преминуо је 21. јула 2009. године. Смрт Петрова је изазвала бројне полемике међу његовим присталицама, а истицали су да је убиство наводно организовала ЦИА.

## Породица
Био је ожењен Аном Павловном. Имали су троје деце (син и две ћерке близнакиње).